# Phylloribatula xanthoparmeliae
Phylloribatula xanthoparmeliae är en kvalsterart som beskrevs av Martínez och Palacios-Vargas 1998. Phylloribatula xanthoparmeliae ingår i släktet Phylloribatula och familjen Micreremidae. Inga underarter finns listade i Catalogue of Life.